# ФК Лауш
ФК Лауш је фудбалски клуб из Лопаша, Србија и тренутно се такмичи у Општинској лиги Пожега, шестом такмичарском нивоу српског фудбала. Клуб је основан 2006. године.

## Историја

### Лауш Лопаш
Највиши успон и најбољи резултати Лауша везују се за период од 2012 до 2015 године и од 2018 до 2019 када су успели да се изборе за чланство у Златиборској окружној лиги,. Након ових златних година долази период стагнације и постепеног пада Лауша.
У сезони 2019/2020. испада из Златиборске окружне лиги и прелази у нижи степен такмичења, исте године због проблема са финансијам клуб прелази у фазу привременог прекида. 
До 2023 када се поново формира екипа у Лопашу са жељом и амбицијам повратка у Златиборску окружну лигу.

## Играчи 2023/24

### Први тим
Од 28. јануара 2020. године.
| Бр. |        | Позиција | Играч                 |
| --- | ------ | -------- | --------------------- |
| ––  | Србија | Г        | Сретен Павловић       |
| ––  | Србија | Г        | Никола Чворовић       |
| ––  | Србија | О        | Никола Павловић       |
| ––  | Србија | О        | Дејан Ракић           |
| ––  | Србија | О        | Љубисав Ракић         |
| ––  | Србија | О        | Горан Милићевић       |
| ––  | Србија | О        | Жељко Ковачевић       |
| ––  | Србија | О        | Радован Мијаиловић    |
| ––  | Србија | О        | Драгиша Мирчетић      |
| ––  | Србија | С        | Владан Рајаковић      |
| ––  | Србија | С        | Александар Шендековић |
| ––  | Србија | С        | Душко Танасијевић     |
| ––  | Србија | С        | Бобан Бркић           |

| Бр. |        | Позиција | Играч                |
| --- | ------ | -------- | -------------------- |
| ––  | Србија | С        | Митар Недељковић     |
| ––  | Србија | С        | Драгиша Мајсторовић  |
| ––  | Србија | С        | Војислав Гавриловић  |
| ––  | Србија | С        | Дарко Поповић        |
| ––  | Србија | С        | Немања Јовановић     |
| ––  | Србија | С        | Велимир Јаковљевић   |
| ––  | Србија | Н        | Максим Чворовић      |
| ––  | Србија | Н        | Александар Томашевић |
| ––  | Србија | Н        | Немања Петронијевић  |
| ––  | Србија | Н        | Александар Антовић   |
| ––  | Србија | Н        | Урош Росић           |
| ––  | Србија | Н        | Лука Росић           |
| ––  | Србија | Н        | Жељко Филиповић      |